# John Plummer
John Plummer (ou Plomer, Plourmel, Plumere, Polmier, Polumier ; c.1410 – 5 novembre 1486) est un compositeur anglais prospérant pendant le règne d'Henri VI d'Angleterre.

## Biographie
Peu de compositions de Plummer ont survécu, les motets Anna mater, matris Domini (Anne, mère de la mère du Christ) et Tota Pulchra Es  sont largement disponibles, enregistrés par The Hilliard Ensemble. Un certain nombre de compositions de Plummer apparaissent dans le manuscrit de la Bibliothèque Royale de Bruxelles, ms. 5557. Au cours de sa propre vie, il est connu et joué au moins aussi loin que l'actuelle République tchèque, où des morceaux tels que Tota Pulchra Es sont copiés au sein du Codex Speciálník (c. 1500). Ces pièces de chant sacré a cappella sont écrites pour une utilisation dans les grandes chapelles royales et nobles du nord de l'Europe.
Plummer a été membre de la Chapelle Royale anglaise au moins à partir de 1438 et a également été apparemment le premier à occuper le poste de maître des « enfants de la chapelle Royale » à partir de 1444 jusqu'à 1455. Il a quitté la maison royale vers la fin de sa carrière et a déménagé pour la Chapelle St George de Windsor, où il a été sacristain. Ce poste est susceptible d'avoir aidé ses années de déclin.